# Nemzeti Bajnokság I 2001-2002
L'edizione 2001-2002 del Nemzeti Bajnokság I vide la vittoria finale dello Zalaegerszeg.
Il campionato era articolato in due fasi distinte: nella prima le dodici squadre si affrontavano in un girone all'italiana in cui tutte le squadre si affrontavano tra loro tre volte. Al termine di questa prima fase le prime sei formavano un altro girone all'italiana che valeva per l'assegnazione dello scudetto e delle posizioni di vertice. Le ultime sei, invece, lottavano per non retrocedere. Infatti le ultime due di quest'ultimo raggruppamento retrocedevano nella Nemzeti Bajnokság II, la seconda divisione ungherese.
Capocannoniere del torneo fu Attila Tököli del Dunaferr SE con 28 reti.

## Classifica prima fase
|  |     | Classifica prima fase 2001-02 | G  | V  | N  | P  | GF | GS | DR  | Pt |
|  | --- | ----------------------------- | -- | -- | -- | -- | -- | -- | --- | -- |
|  | 1.  | MTK Hungária                  | 33 | 20 | 4  | 9  | 56 | 34 | +22 | 64 |
|  | 2.  | Zalaegerszeg                  | 33 | 18 | 7  | 8  | 65 | 40 | +25 | 61 |
|  | 3.  | Ferencváros (C)               | 33 | 18 | 5  | 10 | 58 | 34 | +24 | 59 |
|  | 4.  | Dunaferr SE                   | 33 | 15 | 8  | 10 | 62 | 38 | +24 | 47 |
|  | 5.  | Videoton FC Fehérvár          | 33 | 12 | 10 | 11 | 45 | 47 | -2  | 46 |
|  | 6.  | Újpest FC (CU)                | 33 | 12 | 8  | 13 | 58 | 57 | +1  | 44 |
|  | 7.  | MATÁV FC Sopron               | 33 | 10 | 10 | 13 | 47 | 51 | -4  | 40 |
|  | 8.  | Győri ETO FC                  | 33 | 9  | 11 | 13 | 45 | 57 | -12 | 38 |
|  | 9.  | Kispest Honvéd FC             | 33 | 10 | 8  | 15 | 40 | 63 | -23 | 38 |
|  | 10. | Netforum-Debreceni VSC        | 33 | 7  | 15 | 11 | 34 | 45 | -11 | 36 |
|  | 11. | Haladás VFC                   | 33 | 8  | 11 | 14 | 41 | 62 | -21 | 35 |
|  | 12. | Vasas SC                      | 33 | 6  | 9  | 18 | 42 | 65 | -23 | 27 |

## Classifica finale

### Play-off scudetto
|  |    | Classifica finale 2001-02 | G  | V  | N  | P  | GF | GS | DR  | Pt |
|  | -- | ------------------------- | -- | -- | -- | -- | -- | -- | --- | -- |
|  | 1. | Zalaegerszeg              | 38 | 21 | 8  | 9  | 76 | 47 | +29 | 71 |
|  | 2. | Ferencváros (C)           | 38 | 21 | 6  | 11 | 66 | 39 | +27 | 69 |
|  | 3. | MTK Hungária              | 38 | 21 | 4  | 13 | 62 | 47 | +15 | 67 |
|  | 4. | Dunaferr SE               | 38 | 17 | 8  | 13 | 71 | 47 | +24 | 59 |
|  | 5. | Videoton FC Fehérvár      | 38 | 15 | 10 | 13 | 56 | 53 | +3  | 55 |
|  | 6. | Újpest FC (CU)            | 38 | 14 | 8  | 16 | 65 | 69 | -4  | 50 |

### Play-off retrocessione
|  |     | Classifica finale 2001-02 | G  | V  | N  | P  | GF | GS | DR  | Pt |
|  | --- | ------------------------- | -- | -- | -- | -- | -- | -- | --- | -- |
|  | 7.  | Kispest Honvéd FC         | 38 | 12 | 11 | 15 | 51 | 70 | -19 | 47 |
|  | 8.  | MATÁV FC Sopron           | 38 | 10 | 14 | 14 | 54 | 60 | -6  | 44 |
|  | 9.  | Netforum-Debreceni VSC    | 38 | 9  | 17 | 12 | 47 | 53 | -6  | 44 |
|  | 10. | Győri ETO FC              | 38 | 10 | 14 | 14 | 51 | 64 | -13 | 44 |
|  | 11. | Haladás VFC               | 38 | 9  | 13 | 16 | 48 | 71 | -23 | 40 |
|  | 12. | Vasas SC                  | 38 | 7  | 11 | 20 | 51 | 78 | -27 | 32 |

- (C) Campione nella stagione precedente
- (CU) vince la Coppa di Ungheria

## Verdetti
- Zalaegerszeg campione d'Ungheria 2001-2002.
- Zalaegerszeg ammesso al 2º turno di qualificazione della UEFA Champions League 2002-2003.
- Ferencváros e Újpest ammesse al 2º turno preliminare della Coppa UEFA 2002-2003.
- Kispest Honvéd ammessa al primo turno della Coppa Intertoto 2002.
- Haladás VFC  e Vasas SC retrocesse in NBII